# Шмид, Христофор
Христофор Шмид (15 августа 1768, Динкельсбюль — 3 сентября 1854, Аугсбург) — немецкий педагог, священник и писатель для юношества.

## Биография
Христофор Шмид родился в семье служащего. Окончил начальную школу, брал частные уроки в монастыре, два года учился в католической гимназии и затем в гимназии в городе Диллинген-на-Дунае. До поступления в университет некоторое время работал репетитором детей в богатой семье.
Изучал богословие в Диллингенском епископальном университете и был рукоположён в священнический сан в 1791 году. В 1792 году стал капелланом в Зеге. Затем на протяжении нескольких лет служил помощником пастора в различных приходах, пока в 1796 году не возглавил крупную школу в Таннхаузене, в которой преподавал на протяжении многих лет. С 1816 по 1826 год состоял приходским священником в Оберштадионе, Вюртемберг. В 1826 году Кристоф фон Шмид был назначен каноником собора Аугсбурга, с 1827 года служил инспектором начальных школ города, в возрасте 80 лет получил почётную степень доктора богословия от Пражского университета; умер в Аугсбурге от холеры в возрасте 87 лет.
Его рассказы для юношества были в своё время очень популярны в Германии и переведены в общей сложности на 24 языка, в том числе на французский и английский языки. Практически все его произведения написаны в религиозном духе.
Наиболее известные произведения: «Ostereier», «Genoveva», «Der Weihnachtsabend», «Rosa u. Tannenberg» и «Das Blumenkörbchen». Собрание его рассказов издано в Регенсбурге в 1885 году в 28 томах. Его «Erinnerungen» напечатаны в 1853—1857 годах (Аугсбург), его «Briefe u. Tagebuchblätter» — в 1868 году (Мюнхен).